# 룽완구

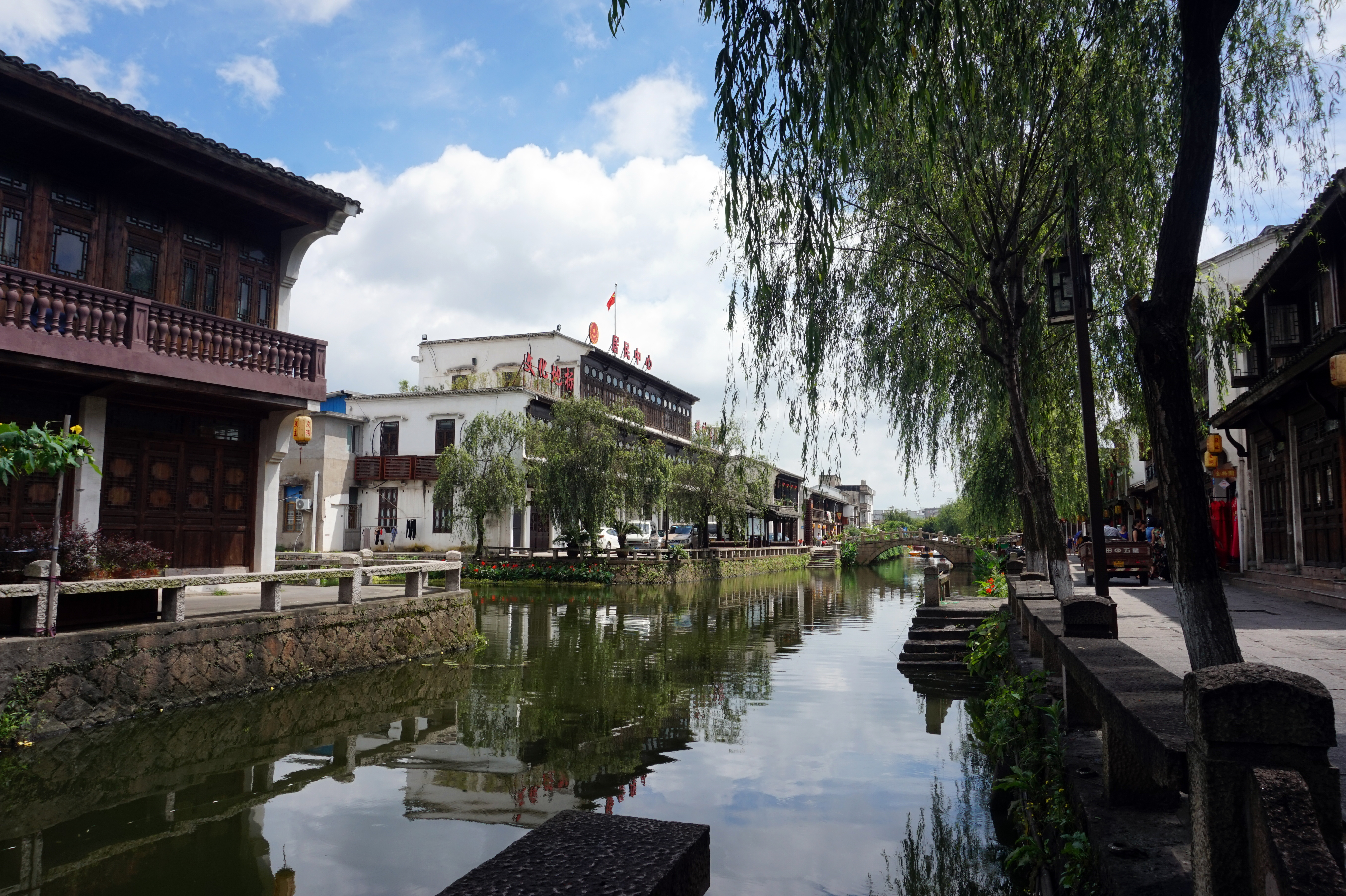

룽완구(한국어: 용만구, 중국어: 龙湾区, 병음: Lóngwān Qū)는 중화인민공화국 저장성 원저우시의 현급 행정구역이다. 넓이는 279km2이고, 인구는 2007년 기준으로 320,000명이다. 이곳은 특히 가죽과 금속 산업의 기업들로 유명하다.

## 행정 구역
5개 가도, 5개 진을 관할한다.
- 가도: 永中街道, 永興街道, 海濱街道, 蒲州街道, 海城街道.
- 진: 狀元鎮, 瑤溪鎮, 沙城鎮, 天河鎮, 靈昆鎮.